# マジェスティックコレクション
マジェスティックコレクションは、芥川製菓から発売されていた食玩シリーズ。

## 概要
芥川製菓初の食玩シリーズ。略称は「MJ」。2002年3月発売。定価は300円。チョコレート菓子に、実際に目撃された（とされている）宇宙人かUFOのフィギュアが１体ずつ付属していた。パッケージはブラインド式。フィギュアの原型製作は、グリフォンエンタープライズが担当した。
当時はコレクト倶楽部や宇宙大作戦チョコベーダーなど、ディフォルメされた宇宙人フィギュアは何種類か発売されていたが、本商品のフィギュアは等身がリアルで、サイズも他シリーズより大き目の約8cmであった。「第1シーズン」と銘打たれていたが、後続商品は発売されなかった。

## 第1シーズン
全7種類+シークレット1種類からなる。シークレットを含む全種に、「彩色版」・無色透明素材の「クリア版」・蛍光グリーンの「蓄光版」という、3つのカラーバリエーションが存在する。また、「A-0○」という通し番号も振られていた。
1. ロズウェルタイプエイリアン
2. グレイタイプエイリアン
3. ボロネジタイプエイリアン
4. フロッグタイプエイリアン
5. アパッチタイプエイリアン
6. トッリーリャタイプエイリアン
7. 鐘型UFO
8. ホプキンスビルタイプエイリアン（シークレット）

A-07、08以外のフィギュアには、それぞれ黒い円形のスタンドが付属している。